# Magangué (ort)
Magangué är en ort i Colombia.   Den ligger i departementet Bolívar, i den norra delen av landet, 500 km norr om huvudstaden Bogotá. Magangué ligger 20 meter över havet och antalet invånare är 100 313. Den ligger vid sjöarna  Ciénaga Mamonal och Ciénaga Grande.
Terrängen runt Magangué är platt, och sluttar österut. Runt Magangué är det ganska tätbefolkat, med 90 invånare per kvadratkilometer. Magangué är det största samhället i trakten. Omgivningarna runt Magangué är en mosaik av jordbruksmark och naturlig växtlighet.